# Jaclin Fuentes
Jaclin Fuentes – wenezuelska zapaśniczka w stylu wolnym. Srebrny medal na mistrzostwach panamerykańskich w 2005. Mistrzyni igrzysk boliwaryjskich w 2005. Szósta w Pucharze Świata w 2005 roku.